# Goudelancourt-lès-Pierrepont
Pour les articles homonymes, voir Pierrepont.
Goudelancourt-lès-Pierrepont est une commune française située dans le département de l'Aisne, en région Hauts-de-France.

## Géographie

### Localisation
- 1Carte dynamique
- 2Carte OpenStreetMap
- 3Carte topographique
- 4Carte avec les communes environnantes
- 5Entrée du village

### Hydrographie
La commune est située dans le bassin Seine-Normandie. Elle est drainée par Ravin le Cornu,.

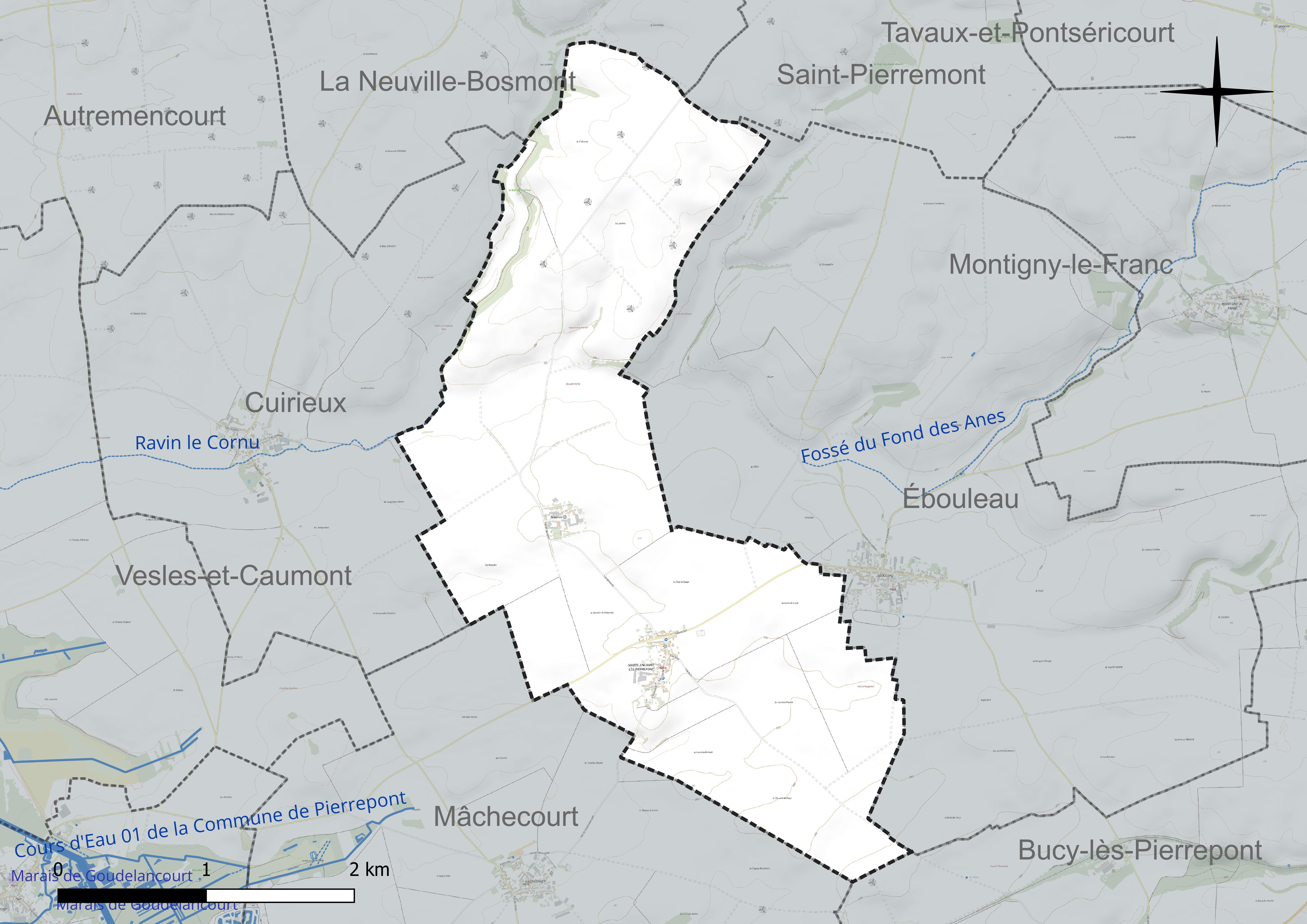
Réseau hydrographique de Goudelancourt-lès-Pierrepont.

### Climat
Pour des articles plus généraux, voir Climat des Hauts-de-France et Climat de l'Aisne.
En 2010, le climat de la commune est de type climat océanique dégradé des plaines du Centre et du Nord, selon une étude du CNRS s'appuyant sur une série de données couvrant la période 1971-2000. En 2020, Météo-France publie une typologie des climats de la France métropolitaine dans laquelle la commune est exposée à un climat océanique altéré et est dans la région climatique Nord-est du bassin Parisien, caractérisée par un ensoleillement médiocre, une pluviométrie moyenne régulièrement répartie au cours de l'année et un hiver froid (3 °C).
Pour la période 1971-2000, la température annuelle moyenne est de 10,2 °C, avec une amplitude thermique annuelle de 15,9 °C. Le cumul annuel moyen de précipitations est de 772 mm, avec 12,2 jours de précipitations en janvier et 9,4 jours en juillet. Pour la période 1991-2020, la température moyenne annuelle observée sur la station météorologique la plus proche, située sur la commune de Gizy à 9 km à vol d'oiseau, est de 11,0 °C et le cumul annuel moyen de précipitations est de 724,1 mm,. Pour l'avenir, les paramètres climatiques de la commune estimés pour 2050 selon différents scénarios d'émission de gaz à effet de serre sont consultables sur un site dédié publié par Météo-France en novembre 2022.

## Urbanisme

### Typologie
Au 1er janvier 2024, Goudelancourt-lès-Pierrepont est catégorisée commune rurale à habitat dispersé, selon la nouvelle grille communale de densité à 7 niveaux définie par l'Insee en 2022.
Elle est située hors unité urbaine. Par ailleurs la commune fait partie de l'aire d'attraction de Laon, dont elle est une commune de la couronne,. Cette aire, qui regroupe 106 communes, est catégorisée dans les aires de 50 000 à moins de 200 000 habitants,.

### Occupation des sols
L'occupation des sols de la commune, telle qu'elle ressort de la base de données européenne d'occupation biophysique des sols Corine Land Cover (CLC), est marquée par l'importance des territoires agricoles (99,9 % en 2018), une proportion identique à celle de 1990 (99,9 %). La répartition détaillée en 2018 est la suivante : 
terres arables (99,9 %), zones urbanisées (0,1 %).
L'évolution de l'occupation des sols de la commune et de ses infrastructures peut être observée sur les différentes représentations cartographiques du territoire : la carte de Cassini (XVIIIe siècle), la carte d'état-major (1820-1866) et les cartes ou photos aériennes de l'IGN pour la période actuelle (1950 à aujourd'hui).

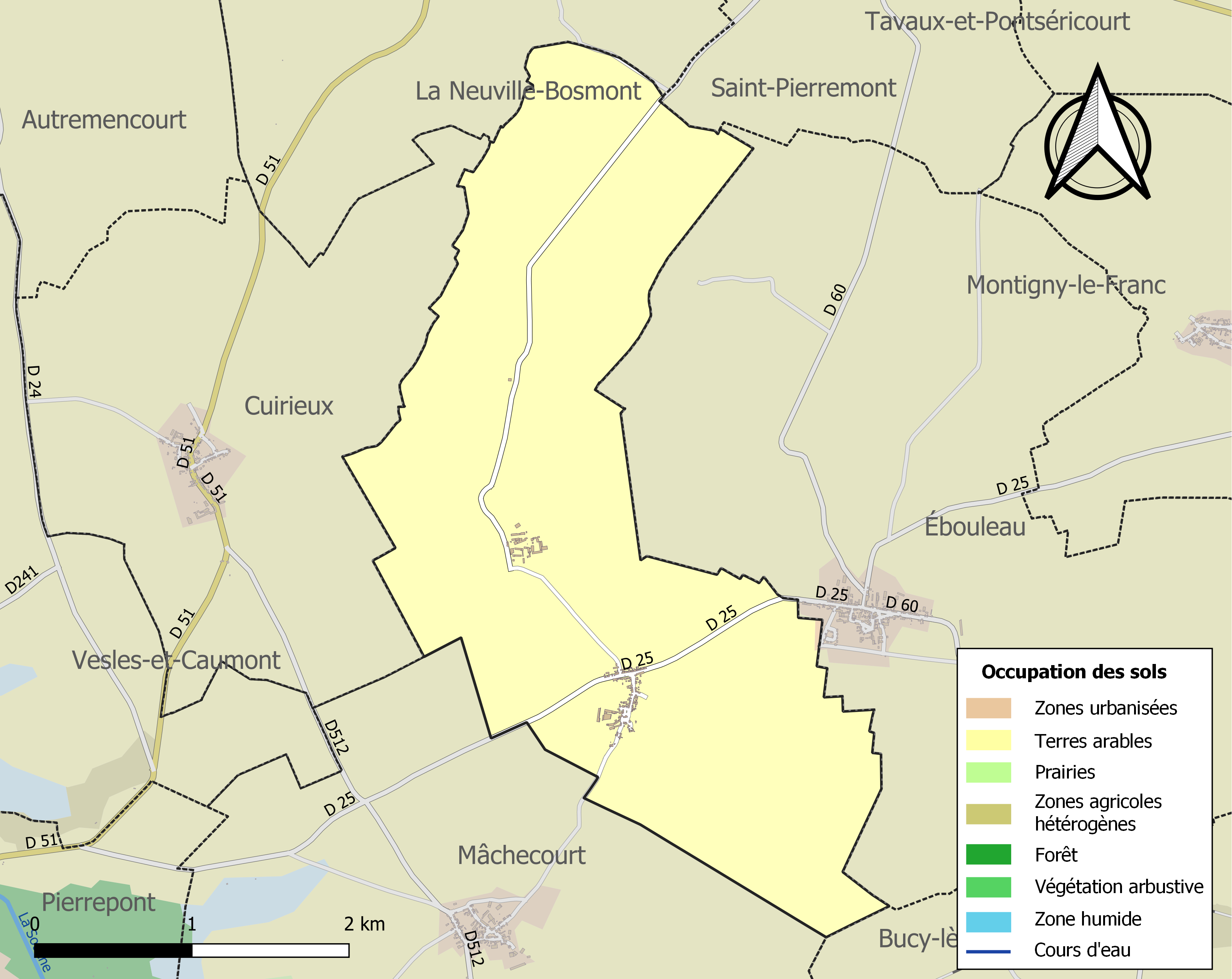
Carte de l'occupation des sols de la commune en 2018 (CLC).

### Habitat et logement
En 2014 et 2019, le nombre total de logements dans la commune était de 68, alors qu'il était de 62 en 2009.
Parmi ces logements, 79,2 % étaient des résidences principales, 1,5 % des résidences secondaires et 19,3 % des logements vacants. Ces logements étaient pour 100 % d'entre eux des maisons individuelles et pour 0 % des appartements.
Le tableau ci-dessous présente la typologie des logements à Goudelancourt-lès-Pierrepont en 2019 en comparaison avec celle de l'Aisne et de la France entière. Une caractéristique marquante du parc de logements est ainsi une proportion de résidences secondaires et logements occasionnels (1,5 %) inférieure à celle du département (3,5 %) mais supérieure à celle de la France entière (9,7 %). Concernant le statut d'occupation de ces logements, 83,3 % des habitants de la commune sont propriétaires de leur logement (83,1 % en 2014), contre 61,6 % pour l'Aisne et 57,5 pour la France entière.
| Typologie                                               | Goudelancourt-lès-Pierrepont | Aisne | France entière |
| ------------------------------------------------------- | ---------------------------- | ----- | -------------- |
| Résidences principales (en %)                           | 79,2                         | 86,5  | 82,1           |
| Résidences secondaires et logements occasionnels (en %) | 1,5                          | 3,5   | 9,7            |
| Logements vacants (en %)                                | 19,3                         | 9,9   | 8,2            |

## Toponymie
Le nom de la localité est attesté sous les formes Curtis de Gundeleicurt (1177) ; Gondlecort (1216) ; Goudelincort (1217) ; villa de Gondellencort (1224) ; Gondelaincurt (1225) ; Gondelleincort (1227) ; Goudelaincort (1231) ; Goudelaincort (1234) ; Gontdelaincort (1237) ; Godeleincourt (1256) ; Gondelaincourt-juxta-Petrapontem (1256) ; Goudelencourt (1483) ; Goudelancourt (1493) ; Gondelraincourt (1506) ; Godellencourt (1536) ; Godelancourt (1596) ; Godelencourt (1603) ; Goudelencourt-lez-Pierrepont (1621) ; Goudlencourt-lez-Pierrepont (1625) ; Goudelancourt-les-Pierrepont (1729).
La préposition « lès » permet de signifier la proximité d'un lieu géographique par rapport à un autre lieu. En règle générale, il s'agit d'une localité qui tient à se situer par rapport à une ville voisine plus grande. La commune de Goudelancourt indique qu'elle se situe près de Pierrepont.

## Histoire
Un site archéologique a été fouillé sur le territoire de la commune de 1981 à 2001. Ce site se compose d'une importante nécropole et d'un habitat d'époque mérovingienne et plus précisément des VIe - VIIe siècles. En tout, 458 tombes ont été fouillées. Les résultats de ces fouilles sont exposés au musée des Temps Barbares à Marle. À côté du musée, une ferme mérovingienne a été reconstituée d'après les fouilles réalisées à Goudelancourt et selon les principes de l'archéologie expérimentale.

## Politique et administration

### Découpage territorial
La commune de Goudelancourt-lès-Pierrepont est membre de la communauté de communes de la Champagne Picarde, un établissement public de coopération intercommunale (EPCI) à fiscalité propre créé le 22 décembre 1995 dont le siège est à Saint-Erme-Outre-et-Ramecourt. Ce dernier est par ailleurs membre d'autres groupements intercommunaux.
Sur le plan administratif, elle est rattachée à l'arrondissement de Laon, au département de l'Aisne et à la région Hauts-de-France. Sur le plan électoral, elle dépend du canton de Villeneuve-sur-Aisne pour l'élection des conseillers départementaux, depuis le redécoupage cantonal de 2014 entré en vigueur en 2015, et de la première circonscription de l'Aisne  pour les élections législatives, depuis le dernier découpage électoral de 2010.

### Administration municipale
| Période                                  | Période                       | Identité          | Étiquette | Qualité                         |
| ---------------------------------------- | ----------------------------- | ----------------- | --------- | ------------------------------- |
|                                          | 1874                          | Coulbeaux         |           |                                 |
| 1875                                     |                               | Fossé             |           |                                 |
| Les données manquantes sont à compléter. |                               |                   |           |                                 |
| mars 2001                                | mars 2008                     | Pierre Leroy      |           |                                 |
| mars 2008                                | 2014                          | Jean-Pierre Cotte |           |                                 |
| 2014                                     | mai 2020                      | Ghislaine Vitu    |           | Présidente du syndicat scolaire |
| mai 2020                                 | En cours (au 2 décembre 2021) | Aline Charpentier |           | Technicienne                    |

## Démographie
L'évolution du nombre d'habitants est connue à travers les recensements de la population effectués dans la commune depuis 1793. Pour les communes de moins de 10 000 habitants, une enquête de recensement portant sur toute la population est réalisée tous les cinq ans, les populations de référence des années intermédiaires étant quant à elles estimées par interpolation ou extrapolation. Pour la commune, le premier recensement exhaustif entrant dans le cadre du nouveau dispositif a été réalisé en 2006.

En 2022, la commune comptait 141 habitants, en évolution de +3,68 % par rapport à 2016 (Aisne : −1,97 %, France hors Mayotte : +2,11 %).
| 1793 | 1800 | 1806 | 1821 | 1831 | 1836 | 1841 | 1846 | 1851 |
| ---- | ---- | ---- | ---- | ---- | ---- | ---- | ---- | ---- |
| 227  | 217  | 259  | 302  | 315  | 329  | 335  | 355  | 364  |

| 1856 | 1861 | 1866 | 1872 | 1876 | 1881 | 1886 | 1891 | 1896 |
| ---- | ---- | ---- | ---- | ---- | ---- | ---- | ---- | ---- |
| 355  | 320  | 316  | 328  | 332  | 338  | 335  | 317  | 325  |

| 1901 | 1906 | 1911 | 1921 | 1926 | 1931 | 1936 | 1946 | 1954 |
| ---- | ---- | ---- | ---- | ---- | ---- | ---- | ---- | ---- |
| 294  | 270  | 281  | 195  | 215  | 204  | 204  | 247  | 223  |

| 1962 | 1968 | 1975 | 1982 | 1990 | 1999 | 2006 | 2011 | 2016 |
| ---- | ---- | ---- | ---- | ---- | ---- | ---- | ---- | ---- |
| 225  | 200  | 157  | 148  | 129  | 147  | 131  | 152  | 136  |

| 2021 | 2022 | - | - | - | - | - | - | - |
| ---- | ---- | - | - | - | - | - | - | - |
| 139  | 141  | - | - | - | - | - | - | - |

## Lieux et monuments
- Église Saint-Martin.
- Monument aux morts, qui rappelle la mémoire des 11 enfants du village morts pour la France. Initialement entouré d'une grille en fer forgé blanc, il a été rénové en juin 1921[25].

- Oratoire, construit par les jeunes adolescents de la commune dans les années 1960-1961, il est agrémenté par des plantations en juillet 2021[26].

- Site de nidification du guêpier d'Europe, au lieu-dit les Fermes de Beauvois, suivi par l'Association La Roseliére de Vesles-et-Caumont[27].

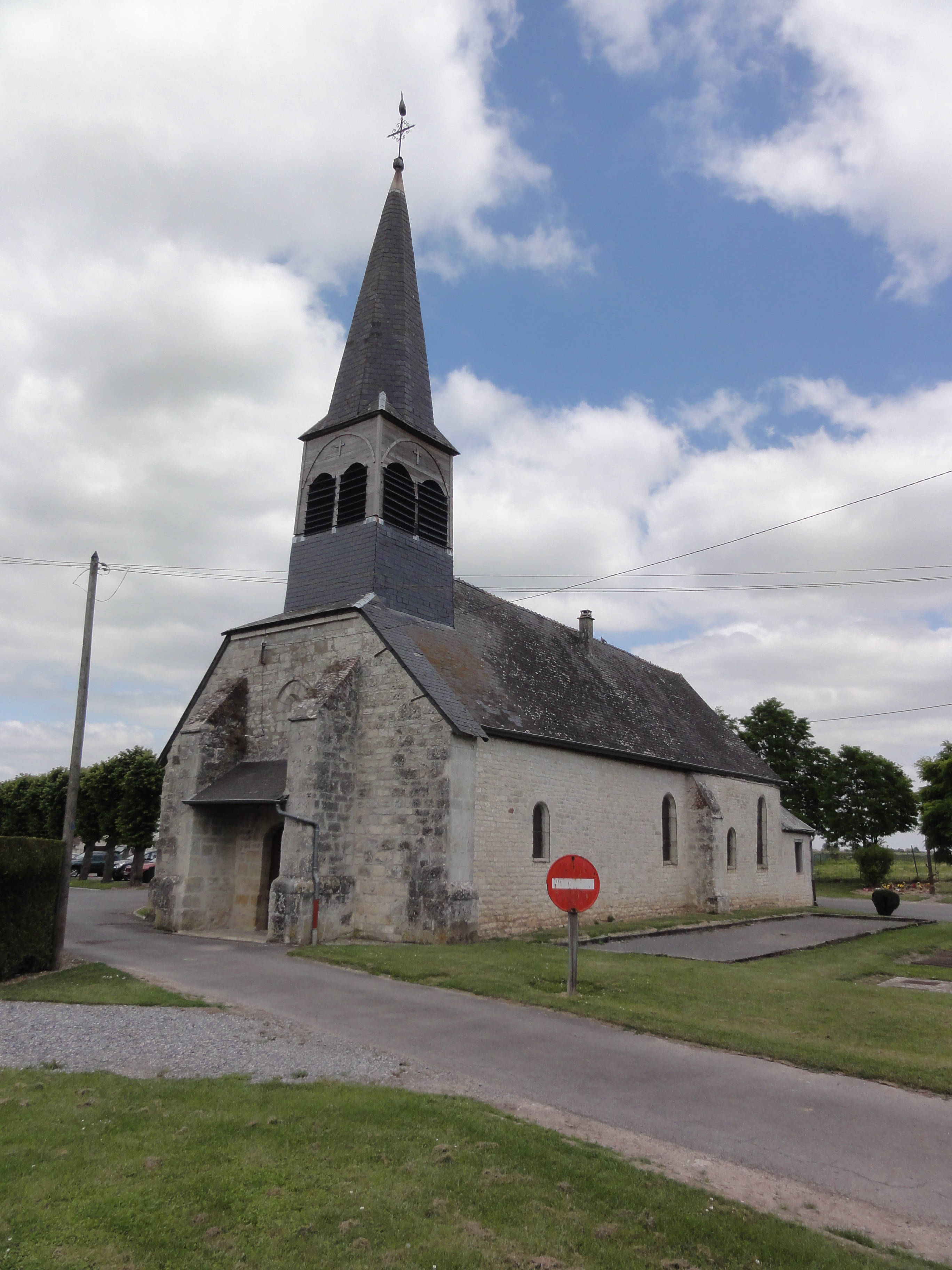
L'église.
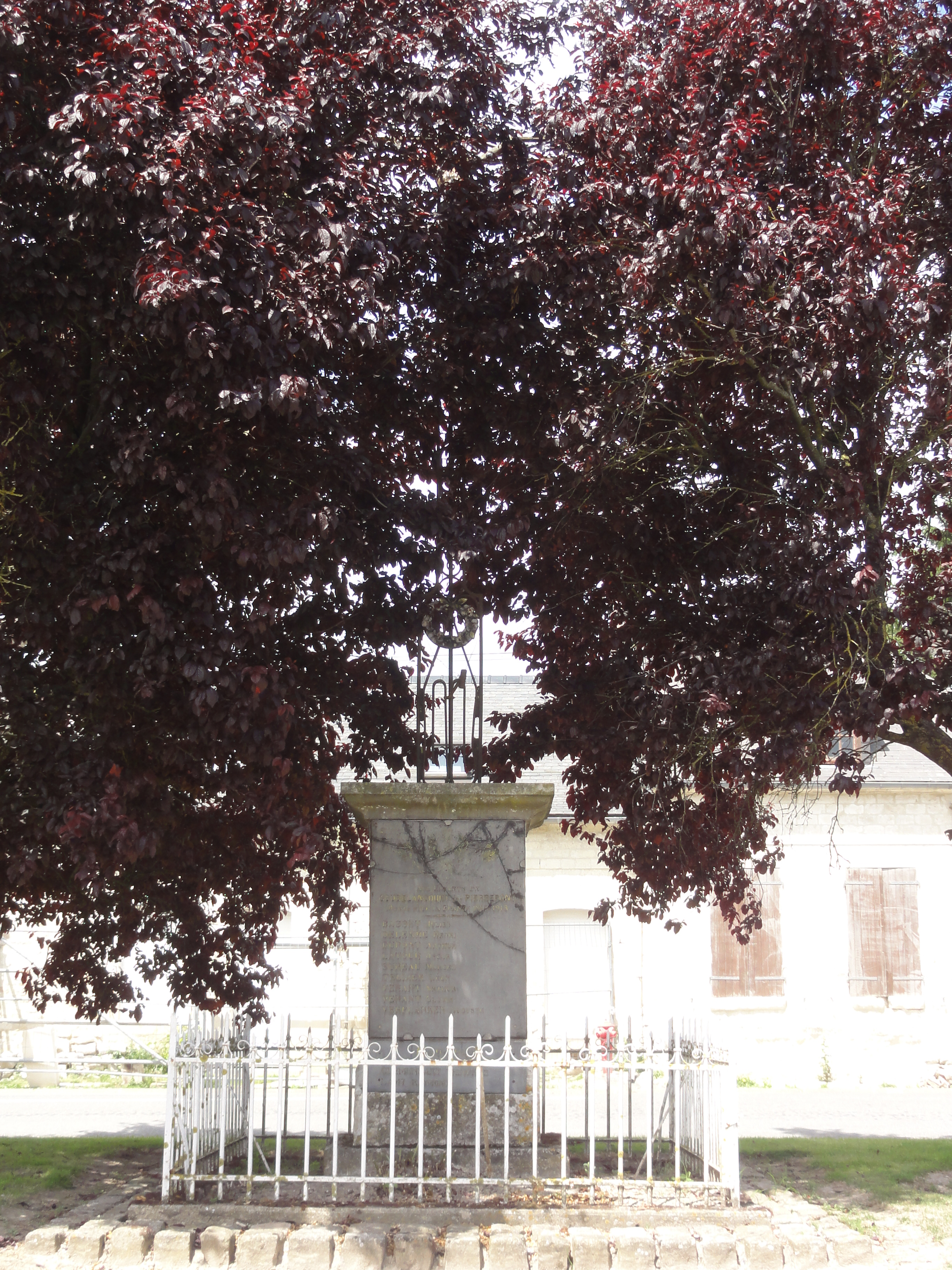
Le monument aux morts avec sa croix.
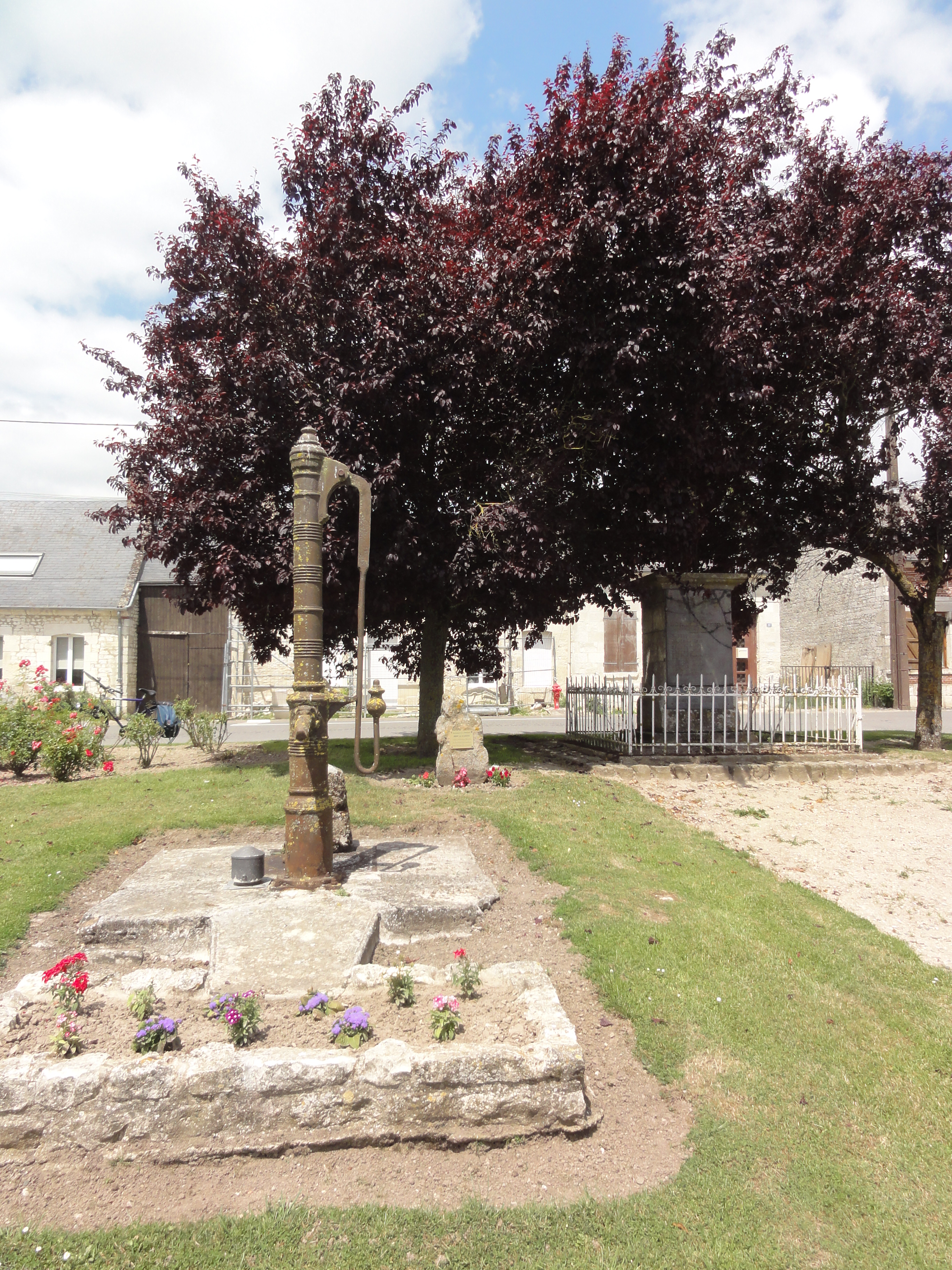
La pompe du village et l'arbre de la liberté.
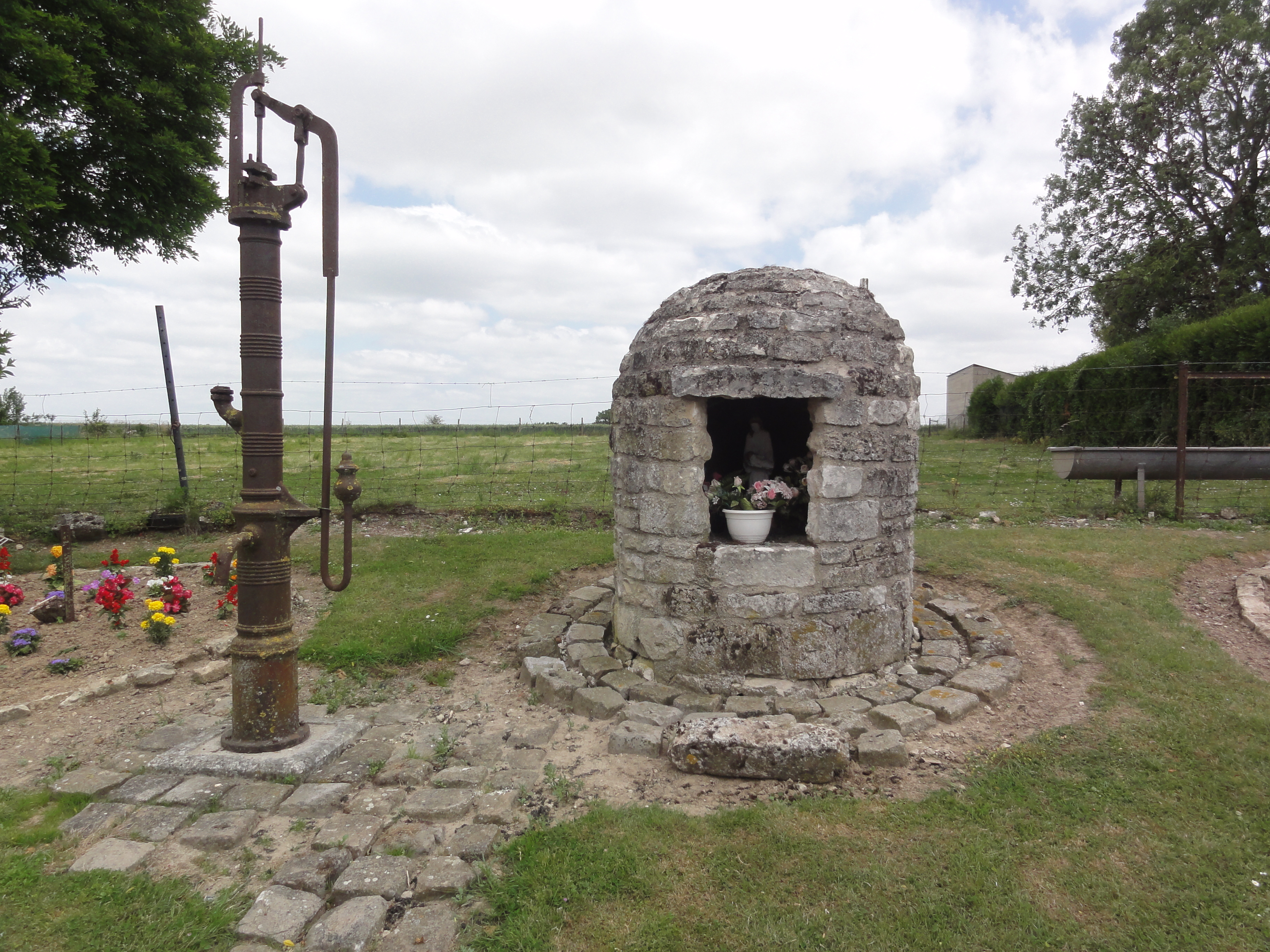
Fontaine-oratoire.

## Personnalités liées à la commune
- Jules Pasquier (1839-1928), homme politique, député de l'Aisne, maire d'Autremencourt.